# Mighty Rearranger
Mighty ReArranger е осмият пореден студиен албум на английската рокзвезда Робърт Плант, както и втори откакто свири с групата Стрейндж Сенсейшън. Издаден е в световен мащаб на 25 април 2005 година, на 9 май в ОК, и на 10 май в САЩ. Представлява коктейл от уърлд и западна музика, с мистични, непреки позовавания на религиозни и суеверни традиции.
Mighty ReArranger достига 4-та позиция в Британските класации и 22-ра в Билборд 200 в САЩ. Избран е от „Топ 100 на редактора за 2005“ на онлайн магазина Амазон, както и е номиниран за две награди Грами: за "Най-добро солово рок вокално изпълнение за Shine It All ARound" и за "Най-добро хардрок изпълнение за Tin Pan Valley".